# Vered Noam

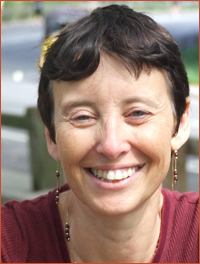
Vered Noam (2010)

Vered Noam (hebräisch ורד נעם Wered Noʿam), geborene Elitzur (* 1960 in Jerusalem), ist Professorin an der Fakultät für Jüdische Philosophie und Talmudstudien an der Universität Tel Aviv sowie Vorsitzende der Chaim-Rosenberg-Schule für Jüdische Studien und Archäologie der Universität (Rosenberg School of Jewish Studies and Archaeology). Als erste Frau wurde sie 2020 mit dem Israel-Preis in der Rubrik Talmudstudien ausgezeichnet. In seiner Entscheidung sagte das Preisauswahlkomitee, dass Noam „hervorragende Forschungsarbeit“ geleistet habe und dass ihre Arbeit „ein breites Spektrum von Themen von der Literatur der zweiten Tempelperiode bis zur talmudischen Literatur, von alten Traditionen, die in der rabbinischen Literatur verwurzelt sind, bis zur talmudischen Exegese der Rischonim“ abdecke.

## Leben und Lehre
Vered Elitzur wuchs im Jerusalemer Stadtteil Rechavia in einer religiös-zionistisch geprägten Familie auf. Ihr Vater war Yehuda Elitzur (1911–1997), ein Professor für Bibelwissenschaften an der Bar-Ilan-Universität. Ihre Mutter, die Pädagogin Rivka Elitzur geb. Schmidt (1920–1979), ist bekannt als Kinderbuchautorin. Vered Noam war das jüngste von fünf Geschwistern. Ihr älterer Bruder Uri Elitzur (gest. 2014) war ein Aktivist von Gusch Emunim, Absolvent der Merkas haRaw Kook-Jeschiwa und später als Journalist und Publizist eine Persönlichkeit der israelischen Siedlerbewegung. Ein weiterer Bruder, Yoel Elitzur, ist Professor für Land-Israel-Studien am Herzog Kolleg für Lehrer in Allon Schewut im Westjordanland.
Schon früh interessierte sich Vered Elitzur für den Talmud. Sie besuchte die Evelina de Rothschild-Oberschule; dort wurde kein Talmudunterricht für Mädchen erteilt. Daher nahm sie zweimal wöchentlich an Talmudkursen der neu eröffneten Pelech-Mädchenschule teil. 1979 trat sie ihren Militärdienst an, den sie als Ausbilderin an der Keshet-Feldschule in den Golanhöhen absolvierte. 1981 begann sie mit dem Studium an der Hebräischen Universität Jerusalem und belegte die Fächer Archäologie und Talmudstudien. In der Archäologie zählten Yigael Yadin und Yoram Tsafrir zu ihren Lehrern; Talmud lernte sie bei Yaakov Sussman, David Rosenthal, Menachem Kahana und Robert Brody (M.A. 1989, Ph.D. 1997, jeweils summa cum laude). Sie promovierte mit einer wissenschaftlichen Edition von Megillat Taanit, einem antiken aramäischen Text, der bedeutende Tage der Geschichte Israels auflistet, meist aus der Hasmonäerzeit. Die Besonderheit von Noams Edition ist, dass sie die verschiedenen Fassungen des alten hebräischen Kommentars (Scholion) zu diesem aramäischen Text als Synopse bietet. 
Seit 2008 ist Vered Noam Associate Professor, seit 2014 Lehrstuhlinhaberin für Talmudstudien an der Universität Tel Aviv. 
Vered Noams Forschungsschwerpunkt ist die Zeit des Zweiten Tempels als Bindeglied zwischen biblischem Judentum und rabbinischem Judentum. Insbesondere befasst sie sich mit der Entwicklung der Halacha seit Abfassung der Schriftrollen vom Toten Meer. 
Vered Noam ist unter anderem Mitherausgeberin der Reihe Dead Sea Discoveries (DSD) und der Zeitschrift Jewish Studies Quarterly. Ihr Buch Shifting Images of the Hasmoneans: Second Temple Legends and their Reception in Josephus and Rabbinic Literature war Finalist in der Auswahl für den National Jewish Book Award 2018. 
Vered Noam ist seit 1981 verheiratet mit Elchanan Noam, dem Eigentümer einer Finanzberatungsfirma. Die Eheleute wohnen in Kfar Adumim (Westjordanland); sie haben sechs Kinder.

## Veröffentlichungen (Auswahl)
- Shifting Images of the Hasmoneans: Second Temple Legends and Their Reception in Josephus and Rabbinic Literature. Oxford University Press, Oxford 2018. ISBN 9780198811381.
- Embryonic Legal Midrash in the Qumran Scrolls. In: Nora David, Kristin De Troyer, Armin Lange, Shani Tzoref (Hrsg.): The Hebrew Bible in Light of the Dead Sea Scrolls. Vandenhoeck & Ruprecht, Göttingen 2011, S. 237–262.
- A Qumran Composition of Sabbath Laws and Its Contribution to the Study of Early Halakha. In: Dead Sea Discoveries 16, 1/2009, S. 55–96.
- The Dual Strategy of Rabbinic Purity Legislation. In: Journal for the Study of Judaism in the Persian, Hellenistic, and Roman Period  39, 4/2008, S. 471–512.
- Megillat Taanit - The Scroll of Fasting. In: Shmuel Safrai et al. (Hrsg.): The Literature of the Jewish People in the Period of the Second Temple and the Talmud, Band 3: The Literature of the Sages. Gorcum & Fortress, Assen 2003, S. 339–362.
- Art. Megillat Ta'anit. In: Judith R. Baskin (Hrsg.): The Cambridge Dictionary of Judaism and Jewish Culture. Cambridge University Press 2011, S. 417f.
- Art. Corpse Impurity. In: Dale C. Allison (Hrsg.):  Encyclopedia of the Bible and its Reception. Band 5. Walter de Gruyter, Berlin u. a. 2012.